# Tim Eicke
 (avril 2025).
Tim Eicke (né le 27 juillet 1966) est un avocat britannique d'origine allemande et juge à la Cour européenne des droits de l'homme.

## Éducation
Eicke étudie le droit allemand à l'Université de Passau, dans le sud-est de l'Allemagne, et obtient son diplôme en 1988. Puis il poursuit ses études en Grande-Bretagne, en droit écossais et anglais à l'Université de Dundee. Il parle couramment l'allemand et l'anglais et maîtrise parfaitement le français. En juin 2017, Eicke reçoit un doctorat honorifique de l'Université de Dundee.

## Carrière
Après avoir travaillé comme consultant juridique pour une société exerçant dans le secteur du pétrole et du gaz, Eicke est admis au barreau en 1993 à Middle Temple. En 1999, Eicke rejoint Essex Court Chambers, acquérant une expertise dans les domaines du droit de l'Union européenne et du droit international des droits de l'homme et plaidant régulièrement devant la Cour européenne de justice, la Cour européenne des droits de l'homme ainsi que devant les tribunaux nationaux, notamment la Cour suprême du Royaume-Uni. Entre 2004 et 2015, il est administrateur/membre du conseil d’administration d’INTERIGHTS, le Centre international pour la protection juridique des droits de l’homme, à Londres. Entre 2000 et 2007, il siège également au conseil d'administration du Conseil sur les droits individuels en Europe (centre AIRE).
Eicke fait partie du panel d'avocats de la Commission pour l'égalité et les droits de l'homme (2011-2015) en plus de rédiger les rapports européens sur les droits de l'homme.
Eicke est nommé conseiller de la Reine en 2011 et est ensuite élu juge britannique à la Cour européenne des droits de l'homme en 2016 avec une nette majorité des représentants du Conseil de l'Europe.